# Albrecht Gläser

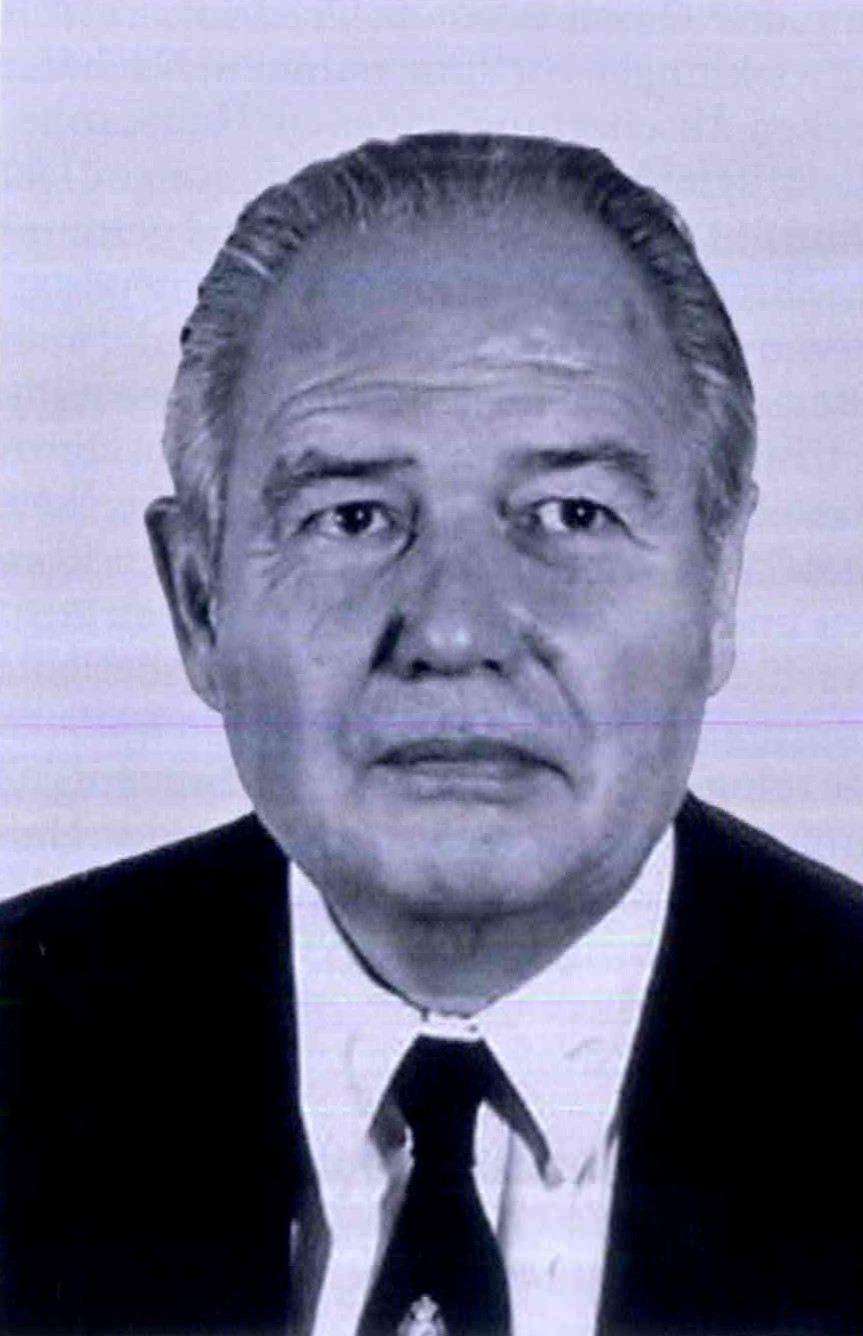
Albrecht Gläser

Albrecht Gläser (* 27. Juli 1928 in Chemnitz; † 7. Juni 2013 in Leipzig) war ein deutscher Chirurg und Hochschullehrer. In der Deutschen Demokratischen Republik machte er Leipzig und Halle zu Zentren der Onkologie.

## Leben
Gläser studierte ab 1947 Medizin an der Universität Leipzig. Nach zweieinhalb Jahren in der Inneren Medizin und in der Pathologie wurde er im April 1953 zum Dr. med. promoviert. Im Januar desselben Jahres hatte er die chirurgische Ausbildung bei Herbert Uebermuth begonnen. Die Klinik verfügte über ein eigenes histologisches Labor, in dem alle Operationspräparate und Schnellschnitte befundet wurden. Gläser leitete es von 1958 bis 1968. Die Verbindung von klinischer Pathologie und onkologischer Chirurgie war die Grundlage seiner wissenschaftlichen Arbeit. Seit 1960 Facharzt und Oberarzt, habilitierte Gläser sich 1961. In Leipzig führte er die Duodenopankreatektomie, die Hemipelvektomie sowie die Exenteration des kleinen Beckens mit Neoblase und Enterostoma ein. Ende der 1960er Jahre gründete er in Leipzig die interdisziplinäre Arbeitsgemeinschaft klinischer Onkologie. Als Dozent, Professor mit Lehrauftrag (1966) und o. Professor (1969) war über 21 Jahre Erster Oberarzt und einziger Chefstellvertreter. Mehrere Berufungen an andere Universitätskliniken scheiterten, weil er den Eintritt in die Sozialistische Einheitspartei Deutschlands verweigerte. Die Martin-Luther-Universität Halle-Wittenberg berief ihn 1983 trotzdem als Direktor der (noch nicht aufgeteilten) Chirurgischen Klinik. Nach der Deutschen Wiedervereinigung wurde seine Integrität durch die Neuberufung gewürdigt. Der Onkologie blieb er auch nach seiner Emeritierung Ende 1994 treu. Er förderte seit der Wende die psychosoziale Krebsberatung und widmete sich von 1994 bis 1998 der onkologischen Rehabilitation in Sachsen-Anhalt.

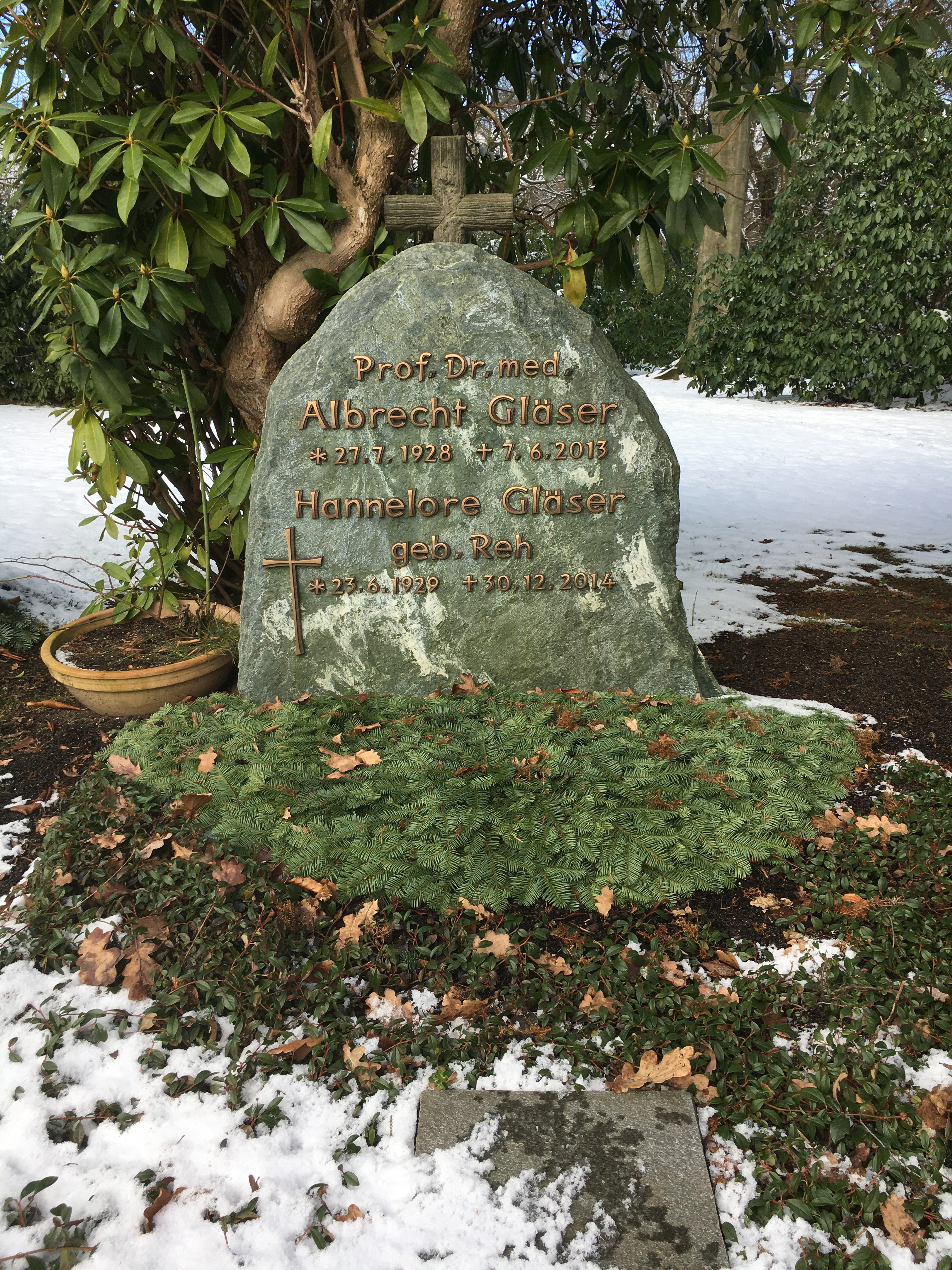
Grabstätte auf dem Friedhof Ohlsdorf

Gläser betreute über 100 Doktoranden und Diplomanden. Acht Mitarbeiter habilitierten sich bei ihm. Er war Herausgeber und Beirat mehrerer medizinischer Fachzeitschriften. Seit 1958 war er Mitglied der Deutschen Gesellschaft für Chirurgie. Sechs Jahre lang war er Vorsitzender der Gesellschaft für Geschwulstbekämpfung der DDR in der Gesellschaft für klinische Medizin der DDR. Er engagierte sich auch in der European Association for Cancer Research. Mit Wolfgang Genschorek schrieb und edierte er Biografien von Ferdinand Sauerbruch (1979), Carl Gustav Carus (1980), Walter Stoeckel (1980), Robert Koch (1981), Ernst Ludwig Heim (1982), Christoph Wilhelm Hufeland (1982), Janusz Korczak (1983), Albert Schweitzer (1986) und Theodor Brugsch (1988).
Albrecht Gläser wurde auf dem Hamburger Friedhof Ohlsdorf beigesetzt. Die Grabstätte im Planquadrat J 8 liegt nordwestlich von Kapelle 4.

## Werke
- Klinische Pathologie der Geschwülste, 4 Bde. VEB Verlag Georg Thieme, Leipzig 1974, ISBN 978-3-437-10385-8.
- Krebsoperationen. Johann Ambrosius Barth Verlag, Leipzig 1993, ISBN 978-3-335-00280-2.

Herausgeberschaften
- Langenbecks Archiv für Chirurgie (seit 1991)

## Ehrungen
- Gründungsmitglied (1968) und Vorsitzender (1981–1987) der Gesellschaft für Geschwulstbekämpfung der DDR
- Mitglied der Sächsischen Akademie der Wissenschaften (1984)[3]
- Präsidium der Deutschen Gesellschaft für Chirurgie (1990–1993)
- Kooptierter Vorstand der Deutschen Krebsgesellschaft (1990–1994)
- Ehrenmitglied der Sachsen-Anhaltischen Krebsgesellschaft (2000)
- Ehrenmitglied regionaler Chirurgen- und Krebsgesellschaften